# Sinbong-dong, Yongin
Sinbong-dong (koreanska: 신봉동) är en stadsdel i staden Yongin i provinsen Gyeonggi, i den nordvästra delen av Sydkorea, 27 km söder om huvudstaden Seoul. Den ligger i stadsdistriktet Suji-gu.